# Gir Somnath (Distrikt)
Der Distrikt Gir Somnath (Gujarati ગીર સોમનાથ જિલ્લો) ist ein Verwaltungsdistrikt im indischen Bundesstaat Gujarat. Der 2013 neu gebildete Distrikt trägt seinen Namen einerseits vom Gir-Wald und andererseits vom Somnath-Tempel, einem bedeutenden Shiva-Tempel.

## Geografie und Klima

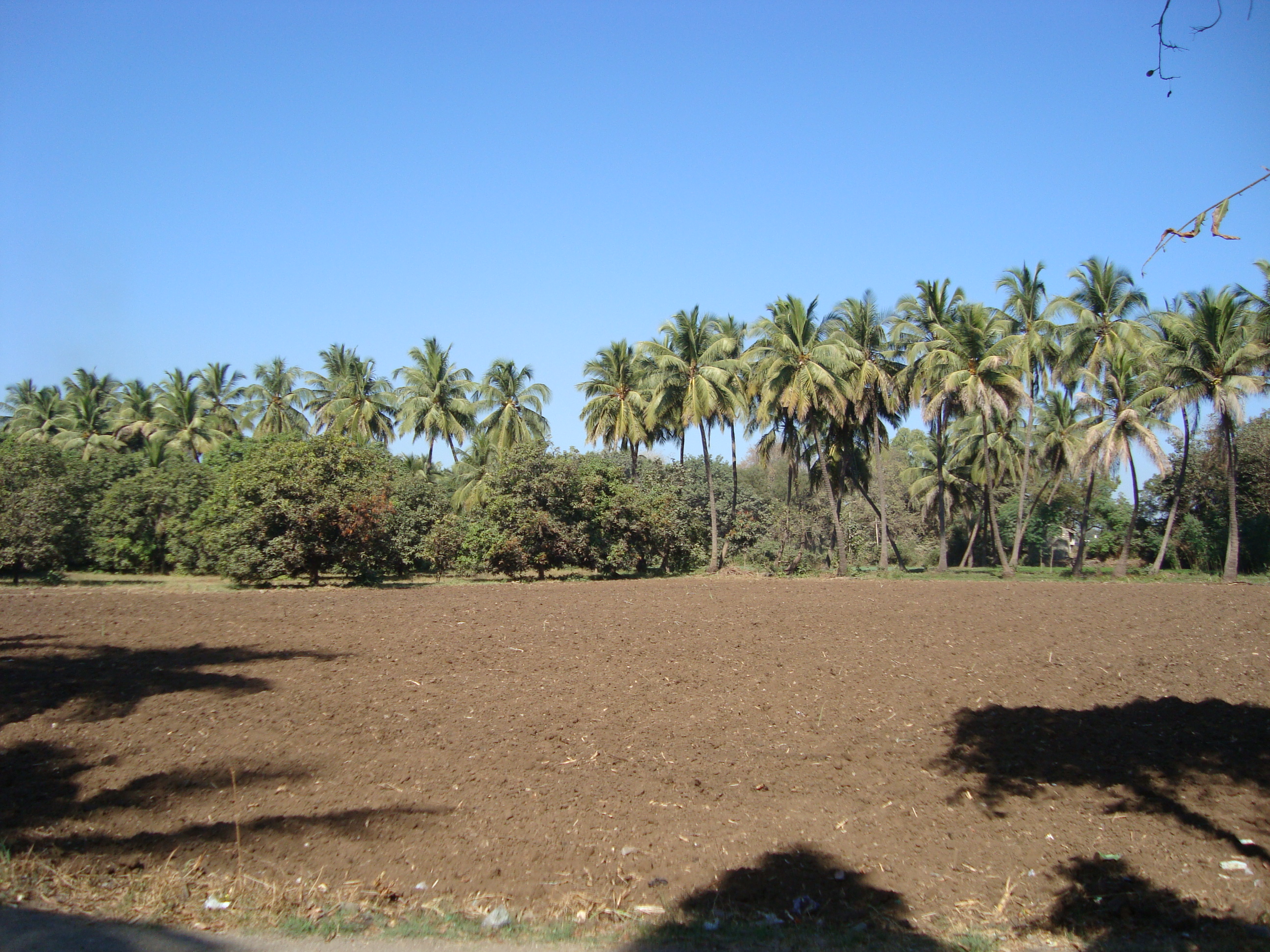
Ackerbau beim Ort Kodinar

Der Distrikt liegt an der Südküste der Halbinsel Kathiawar am Arabischen Meer. Im Nordwesten grenzt er an den Distrikt Junagadh und im Nordosten an den Distrikt Amreli. An der Küste liegt, landseitig vom Distrikt Gir Somnath umschlossen, der Distrikt Diu des Unionsterritoriums Dadra und Nagar Haveli und Daman und Diu. Physiogeographisch können drei Landschaftstypen unterschieden werden: dicht bewaldetes Hügelland im Landesinneren, sanft hügelige Ebenen, die durch Flusstäler gegliedert sind, und die Küstenregion. Die größten Flüsse sind Saraswati, Harna, Machundri, Kapila, Hiran und Chasi, die alle im zentralen Hochland von Kathiawar entspringen und von dort aus radiär in Richtung des Arabischen Meeres fließen, in das sie münden.
Der Jahresniederschlag lag in den Jahren 2016 bis 2020 bei durchschnittlich 1215 mm. Etwa 85 Prozent des Jahresniederschlags fielen in den drei Monaten Juli bis September während des Südwestmonsuns, während es in den vier Monaten Januar bis April (meist sogar auch im Mai) praktisch gar nicht regnete.

## Geschichte
Der Distrikt wurde am 15. August 2013, symbolträchtig am 67. Jahrestag der Unabhängigkeit Indiens aus Teilen des Distrikts Junagadh neu gebildet. Die Regierung des damaligen Chief Ministers von Gujarat Narendra Modi setzte damit ein Wahlversprechen um, das die BJP vor der Wahl in Gujarat 2012 abgegeben hatte. Der Distrikt Gir Somnath war einer von sieben Distrikten, die an diesem Tag in Gujarat neu entstanden.
Vor der Unabhängigkeit Indiens 1947 gehörte das Distriktgebiet zum Fürstenstaat Junagadh. Der letzte regierende Nawab von Junagadh erklärte 1947 den Anschluss seines Staats an Pakistan, obwohl die Bevölkerung ganz überwiegend aus Hindus bestand und Junagadh keine Landverbindung zu Pakistan hatte. Daraufhin wurde Junagadh von Indien besetzt und nach einer Volksabstimmung 1948 an Indien angeschlossen. Der Nawab floh ins Exil nach Pakistan. Ab 1948 gehörte das Gebiet zum Bundesstaat Saurashtra und 1956 (nach dem States Reorganisation Act) bis 1960 zum Bundesstaat Bombay, der 1960 in die beiden Staaten Maharashtra und Gujarat geteilt wurde.

## Bevölkerung
Der spätere Distrikt hatte zum Zeitpunkt der Volkszählung 2011 994.624 Einwohner (490.662 männlich, 464.632 weiblich). Die Alphabetisierungsrate lag mit 76,49 Prozent leicht unter dem Durchschnitt Gujarats (78,03 Prozent).

## Verwaltung
Im Jahr 2022 war der Distrikt in sieben Taluks unterteilt: Patan Veraval, Talala, Sutrapada, Kodinar, Girgadhda, Una und Veraval (Stadt).

## Wirtschaft
Die Landwirtschaft ist der dominierende Erwerbszweig. In den Jahren 2011 bis 2014 wurden in der Kharif-Saison hauptsächlich Erdnüsse und in deutlich geringerem Maße Baumwolle und Perlhirse (Bajra) angebaut. In der Rabi-Saison war es vorwiegend Weizen, und etwas Zuckerrohr.

## Besonderheiten

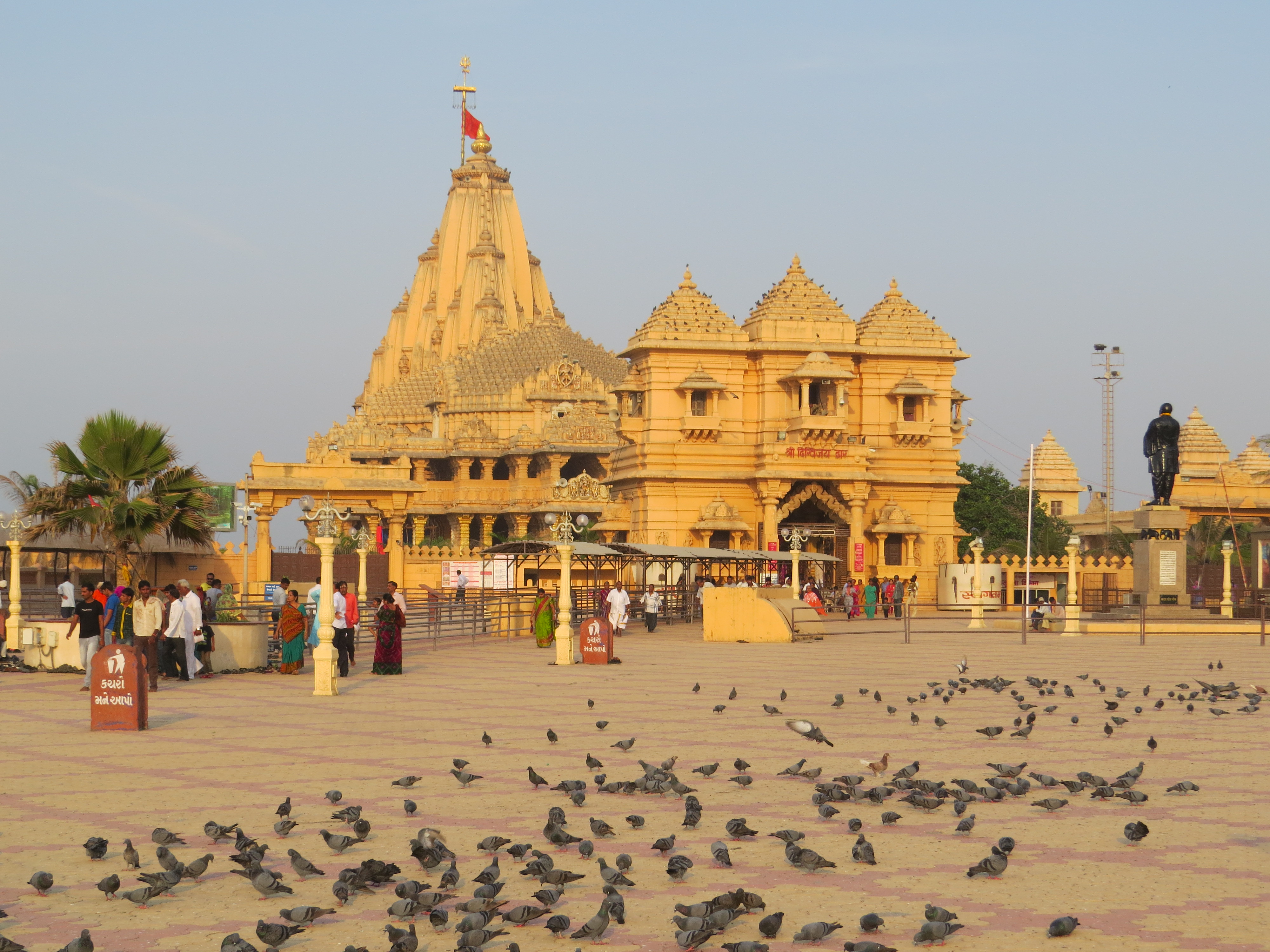
Somnath-Tempel

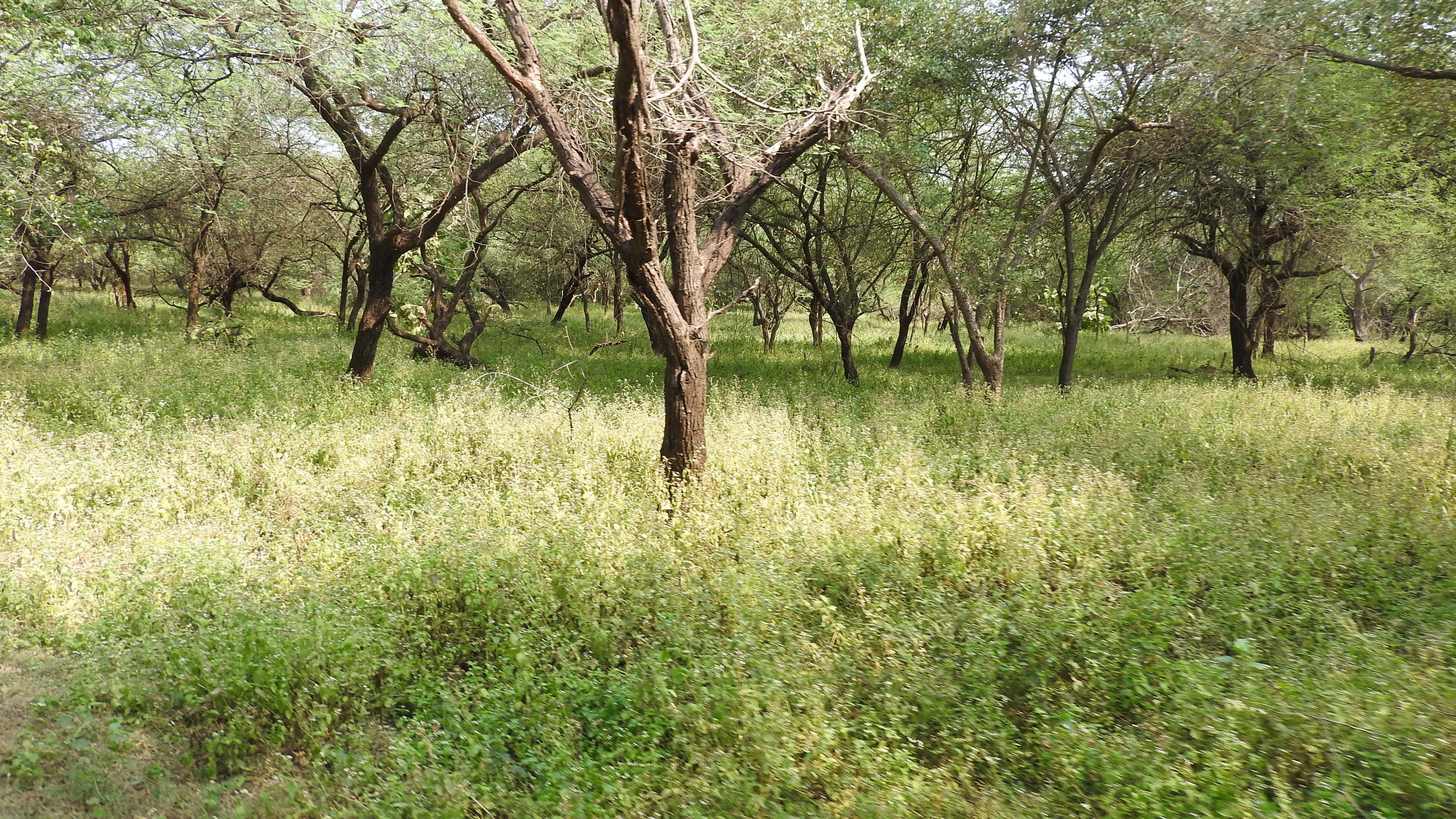
Vegetation im Gir-Wald

Der Distrikt weist zwei Besonderheiten auf, die ihn überregional bekannt machen und zahlreiche Touristen anziehen: den Gir-Wald und den Tempel von Somnath.

### Somnath-Tempel
Der Somnath-Tempel nahe der Stadt Veraval ist ein Shiva-Tempel von großer spiritueller Bedeutung im Hinduismus. Der Tempel wird in den vedischen Schriften erwähnt und gilt als das heiligste der Shiva-Jyotirlingas. Ein erster Tempel wurde schon in vorchristlicher Zeit erbaut. Der Tempel wurde in seiner Geschichte vielfach durch islamische Eroberer zerstört (am bekanntesten sind die Zerstörungen durch Mahmud von Ghazni und später durch den Großmogul Aurangzeb), die den Tempel zum Teil in eine Moschee umwandeln ließen, aber jedes Mal wieder aufgebaut. Der jetzige Bau im Chalukya-Stil stammt aus den 1950er Jahren und wurde auf Initiative des damaligen indischen Innenministers Vallabhbhai Patel auf den damaligen Tempelruinen errichtet.

### Gir-Wald
Der Gir-Wald wurde mit namensgebend für die Kathiawar-Gir-Trockenwald-Ökoregion nach der Einteilung des WWF bzw. One Earth. Im Distrikt Gir Somnath liegt der Gir-Nationalpark und der größte Teil des Gir-Naturschutzgebiets, das den Nationalpark einschließt. Bekannt ist der Nationalpark vor allem durch seine Population an Asiatischen Löwen – die letzte verbliebene in ganz Asien.